# Baía do Galeão
Baía do Galeão är en vik i Kap Verde.   Den ligger i kommunen Maio, i den sydöstra delen av landet, 60 km nordost om huvudstaden Praia. Baía do Galeão ligger på ön Maio.
Omgivningarna runt Baía do Galeão är en mosaik av jordbruksmark och naturlig växtlighet. Runt Baía do Galeão är det ganska glesbefolkat, med 26 invånare per kvadratkilometer.